# World Doubles Championship
World Doubles Championship var en professionell inbjudningsturnering i snooker som spelades mellan 1982 och 1987. World Doubles skilde sig från andra turneringar genom att spelarna spelade i par. Det mest framgångsrika paret var Steve Davis med Tony Meo som vann fyra av sex turneringar.

## Vinnare
| År                       | Vinnare                       | Motståndare                     | Resultat                 | Säsong                   |
| Hofmeister World Doubles | Hofmeister World Doubles      | Hofmeister World Doubles        | Hofmeister World Doubles | Hofmeister World Doubles |
| ------------------------ | ----------------------------- | ------------------------------- | ------------------------ | ------------------------ |
| 1982                     | Steve Davis & Tony Meo        | Terry Griffiths & Doug Mountjoy | 13 - 2                   | 1982/83                  |
| 1983                     | Steve Davis & Tony Meo        | Tony Knowles & Jimmy White      | 10 - 2                   | 1983/84                  |
| 1984                     | Alex Higgins & Jimmy White    | Cliff Thorburn & Willie Thorne  | 10 - 2                   | 1984/85                  |
| 1985                     | Steve Davis & Tony Meo        | Tony Jones & Ray Reardon        | 12 - 5                   | 1985/86                  |
| 1986                     | Steve Davis & Tony Meo        | Mike Hallett & Stephen Hendry   | 12 - 3                   | 1986/87                  |
| Fosters World Doubles    |                               |                                 |                          |                          |
| 1987                     | Mike Hallett & Stephen Hendry | Cliff Thorburn & Dennis Taylor  | 12 - 8                   | 1987/88                  |